# Elisabeth Margue

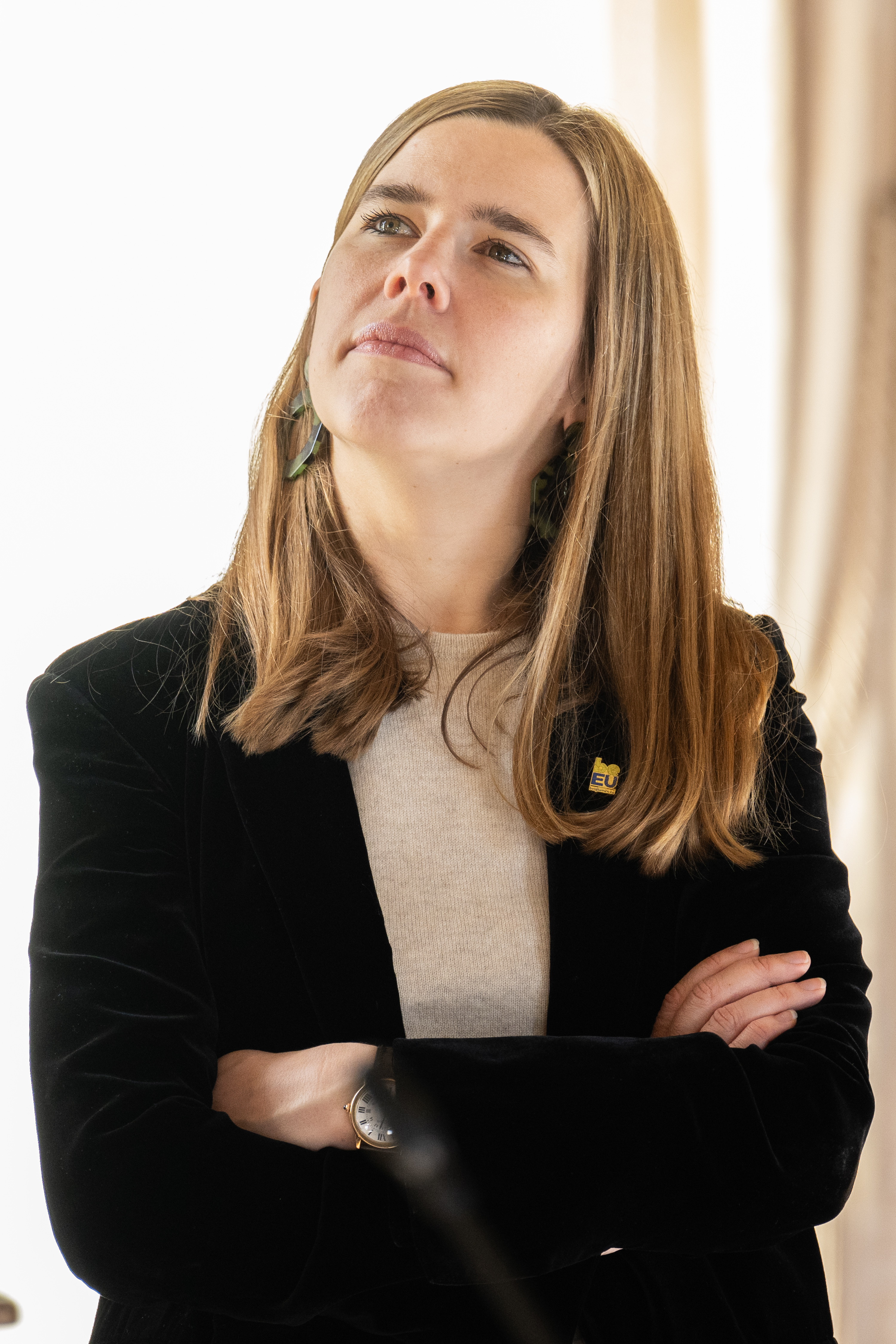
Elisabeth Margue (2024)

Elisabeth Margue (* 7. April 1990 in Luxemburg) ist eine luxemburgische Politikerin (CSV) und Justizministerin von Luxemburg.

## Leben
Nach ihrem Schulabschluss in Luxemburg-Stadt nahm Margue ein Studium der Rechtswissenschaften an der Université Paris 1 Panthéon-Sorbonne auf; dieses schloss sie 2012 mit der Licence en droit ab, der 2013 die Maitrise en droit in Privatrecht folgte. Daneben erwarb sie an der Universität Panthéon-Assas den Mastertitel in gewerblichem Rechtsschutz. 2015 erwarb sie an der London School of Economics and Political Science den Titel Master of Laws. 2016 wurde sie zur luxemburgischen Anwaltschaft zugelassen und arbeitete in der Folge als Anwältin bei der luxemburgischen Wirtschaftskanzlei Arendt & Mendernach.
Margue, Urenkelin von Nicolas Margue, ist Mutter eines Kindes, das sie 2022 kurz vor ihrem Einzug in die luxemburgische Abgeordnetenkammer zur Welt gebracht hatte.

## Politik
Margue trat 2007 in die Chrëschtlech-Sozial Vollekspartei (CSV) ein. Zunächst engagierte sie sich in den Jugendgremien und auf lokaler Ebene. Von 2016 bis 2018 war sie Vorsitzende der Christlich Sozialen Jugend. Von 2017 bis 2023 war sie Gemeinderätin der Stadt Luxemburg. 2018 hatte sie bereits einmal für das Parlament kandidiert, unterlag aber Paul Galles mit 83 Stimmen. Nach dem Ausscheiden von Viviane Reding rückte Margue im Oktober 2022 als Abgeordnete in die luxemburgische Abgeordnetenkammer nach. Seit dem 17. November 2023 ist sie im Kabinett von Luc Frieden die Justizministerin von Luxemburg. Nachdem sie ab 2019 Vizepräsidentin der CSV war, ist sie seit Dezember 2023 Parteivorsitzende der CSV. Als Justizministerin stellte sie im Mai 2025 Pläne vor, in Luxemburg auf Empfehlung der UN ein Jugendstrafrecht einzuführen.